# Mūjonbār
Mūjonbār (persiska: موجومبار, Mūjūmbār, موجنبار) är en ort i Iran.   Den ligger i provinsen Östazarbaijan, i den nordvästra delen av landet, 500 km nordväst om huvudstaden Teheran. Mūjonbār ligger 1 788 meter över havet och antalet invånare är 391.
Terrängen runt Mūjonbār är kuperad.Runt Mūjonbār är det ganska tätbefolkat, med 70 invånare per kvadratkilometer. Närmaste större samhälle är Kalānkash, 14,7 km sydväst om Mūjonbār. Trakten runt Mūjonbār består i huvudsak av gräsmarker.